# Era de los tulipanes
La era de los tulipanes ,  período de los tulipanes, o época de los tulipanes, en turco otomano: لاله دورى, en turco: Lâle Devri), es un periodo de la historia otomana que va desde el Tratado de Passarowitz del 21 de julio de 1718 hasta la Rebelión de Patrona Halil del 28 de septiembre de 1730. Fue un periodo relativamente pacífico, durante el cual el Imperio Otomano comenzó a orientarse hacia Europa.
El nombre del periodo deriva de la moda de los  tulipanes entre la alta sociedad y la corte otomana. El cultivo de este emblema culturalmente ambiguo se había convertido en una práctica célebre. El periodo de los tulipanes ilustró los conflictos que trajo consigo la temprana modernidad y la cultura del consumo. Durante este periodo, se estableció entre la élite y la sociedad de clase alta una inmensa afición por el tulipán, que se utilizaba en diversas ocasiones. Los tulipanes definían la nobleza y privilegio, tanto en términos de bienes como de tiempo libre.

## Auge y crecimiento
Bajo la dirección del yerno del sultán Ahmed III, el Gran Visir Nevşehirli Damat İbrahim Pasha, el Imperio Otomano se embarcó en nuevas políticas y programas durante este periodo, en el que se estableció la primera imprenta en lengua otomana durante la década de 1720, y se promovió el comercio y la industria.
El Gran Visir se preocupaba por mejorar las relaciones comerciales y aumentar los ingresos, lo que ayudaría a explicar la vuelta a los jardines y el estilo más público de la corte otomana durante este período. El propio Gran Visir era muy aficionado a los bulbos de tulipán, dando ejemplo a la élite de Estambul, que empezó a apreciar la infinita variedad de colores del tulipán y a celebrar también su estacionalidad.
La vestimenta otomana y su cultura mercantil incorporaron esta pasión por el tulipán. En Estambul se podían encontrar tulipanes desde los mercados de flores hasta en las artes plásticas, pasando por las sedas y los tejidos. Los bulbos de tulipán se podían encontrar en todas partes; la demanda crecía entre la élite, donde se podían encontrar en sus casas y jardines.
Por lo tanto, el tulipán se convirtió posteriormente en un símbolo con un atractivo mítico, dada su presencia desde los palacios otomanos hasta la vestimenta, manteniendo el recuerdo del pasado social del Imperio Otomano. El tulipán se ve en Turquía como un monumento romántico que representa a los ricos y a la élite de antaño, así como la fragilidad de un gobierno despótico.

## Cultura

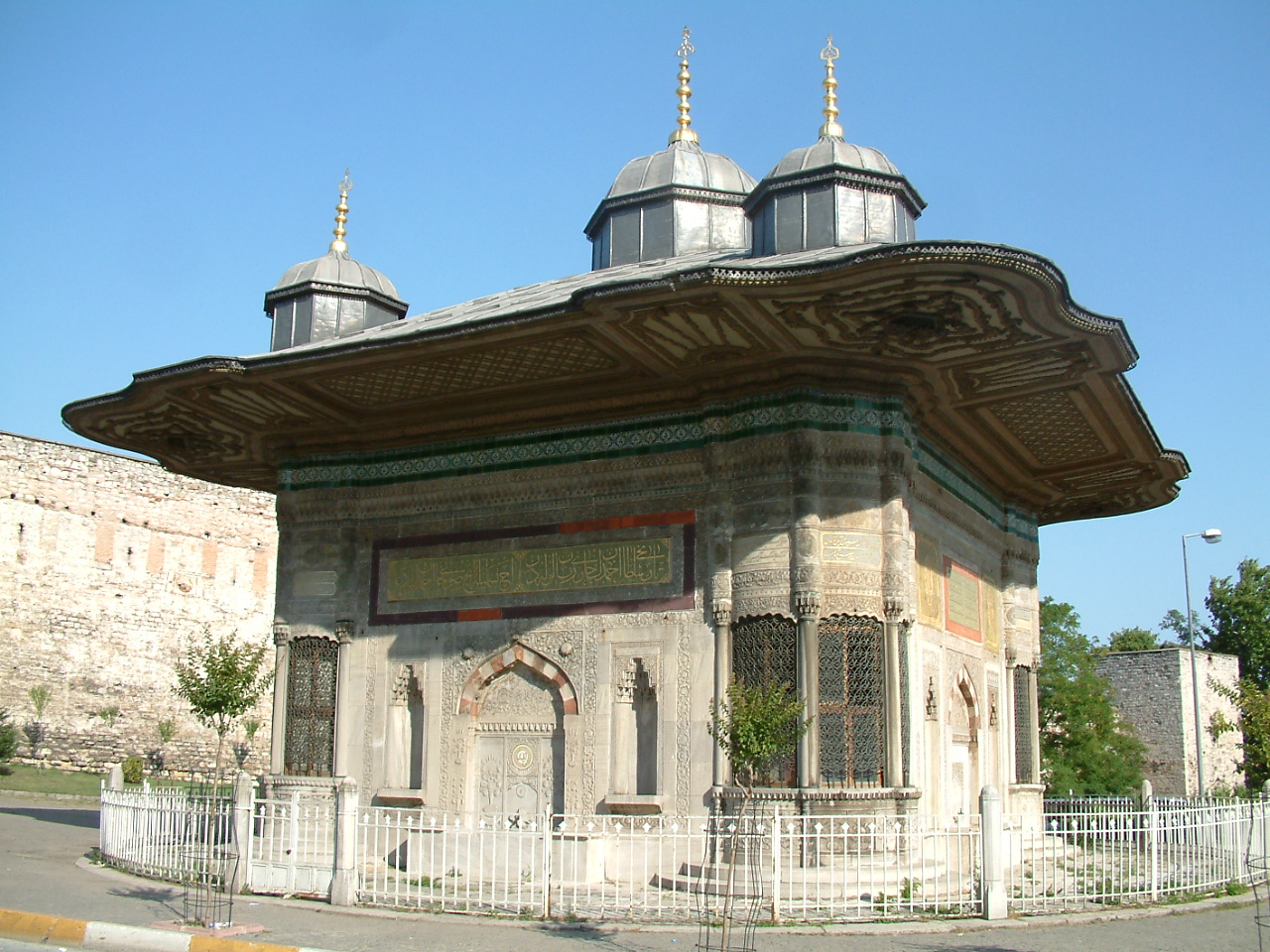
La Fuente de Ahmed III es un ejemplo icónico de la arquitectura del período de los tulipanes.

El período de los tulipanes vio un florecimiento de las artes, la cultura y la arquitectura. En comparación con la anterior arquitectura clásica otomana, la arquitectura y la decoración de este periodo se volvieron más ornamentadas y favorecieron los motivos florales, siendo influenciadas por el estilo barroco de Europa. Un ejemplo emblemático es la Fuente de Ahmet III construida en 1728 frente al Palacio de Topkapı en Estambul, una de las muchas fuentes y sabils construidas en este periodo. Además de las influencias europeas, la arquitectura del periodo de los tulipanes también se vio influida por el arte y la arquitectura del Irán safávida. El regreso de la corte del sultán a Estambul, tras un periodo de residencia en Edirne a finales del siglo XVII, dio lugar a una renovada actividad constructiva en la capital. También se realizaron importantes esfuerzos para reparar o restaurar muchos de los edificios más antiguos de la ciudad. El gran visir de Ahmed III, Nevşehirli Damat Ibrahim Pasha, fue en gran parte responsable de estimular esta actividad de construcción y restauración. Según el erudito Ünver Rüstem, el mecenazgo de la corte de Ahmet III en el ámbito de la arquitectura y la cultura en este periodo formaba parte de un esfuerzo por volver a relacionar al público con sus gobernantes después de que éste se hubiera recluido durante la época de la corte real en Edirne.
Una de las creaciones más importantes del periodo de los tulipanes fue el Palacio de Sadâbâd, un nuevo palacio de verano diseñado y construido por Damat Ibrahim Pasha en 1722-1723 para Ahmed III. Estaba situado en  Kâğıthane, una zona rural en las afueras de la ciudad con pequeños ríos que desembocan en la ensenada del Cuerno de Oro. Los terrenos del palacio incluían un largo canal revestido de mármol, el Cedval-i Sim, alrededor del cual había jardines, pabellones y apartamentos palaciegos en un entorno ajardinado. Este diseño general probablemente emulaba los palacios de recreo franceses, siguiendo las descripciones de París y del palacio de Versalles llevadas a la corte del sultán por Yirmisekiz Çelebi Mehmed Efendi en 1721. Además de su propio palacio, el sultán animó a los miembros de su corte a construir sus propios pabellones a lo largo del canal, mientras que los habitantes plebeyos de Estambul también empezaron a utilizar los alrededores como zona de recreo para excursiones y picnics. Se trataba de una práctica novedosa en la cultura otomana, que por primera vez acercaba al gobernante al público. A menudo fue descrita o ilustrada por el arte y la literatura contemporáneos, como en los poemas de Nedim y en el Zenanname (Libro de las mujeres") de Enderûnlu Fâzıl.

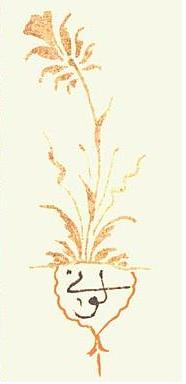
Dibujo de un tulipán de Abdulcelil Levni (1720)

El tulipán también fue alabado en la poesía y en los motivos utilizados en la pintura. En la Turquía moderna, el tulipán se sigue considerando la encarnación de la perfección y la belleza. Turkish Airlines decora sus aviones con la figura de un tulipán en su fuselaje.

## Figuras importantes durante el período
- Nevşehirli Damat İbrahim Pasha (1718-1730) fue el Gran Visir del Imperio; por lo tanto, el período se extiende sobre su visirato y no sobre el reinado del sultán Ahmed III.
- Gran Almirante Mustafa Pasa; fue el yerno del Gran Visir y es recordado por establecer cuarenta y cuatro nuevas razas de tulipanes.[15]
- Ibrahim Muteferrika; fue un turco de origen húngaro que estableció la primera imprenta otomana, considerada como un hito de la época.
- Nedim; poeta que abrió nuevos caminos desafiando el canon tradicional mientras escribía en formato clásico otomano.
- Abdulcelil Levni; destacado pintor de miniaturas que comenzó a trabajar en Edirne hasta llegar a Estambul donde estudió pintura y se convirtió en el pintor de la corte donde se recuperó la tradición otomana de los álbumes en miniatura. Estos álbumes que Levni pintó se llamaban Álbumes de tulipanes, y reflejaban la estructura del propio Estado, clasificando a los miembros distinguidos del régimen según sus logros en materia de horticultura.[15]

## Decadencia y fin
Los precios de los tulipanes empezaron a subir en las últimas décadas del siglo XVII y alcanzaron su punto máximo en 1726-1727 antes de la intervención estatal. Esto reflejaba la demanda del valor inflado de los raros bulbos y el aumento de la demanda de flores para los palacios y jardines de la élite.
La tulipomanía demostró el poder del Estado para regular la economía al aumentar los precios de los bulbos. Los cortesanos de la época presentaron una petición para denunciar la práctica de los vendedores de flores, a los que consideraban que se aprovechaban de la élite subiendo los precios de los bulbos. Esto condujo al proceso de emisión de inventarios de flores y listas de precios al juez de Estambul para su aplicación.